# Ходяковка
Ходяковка — деревня в Глушковском районе Курской области. Входит в состав Сухиновского сельсовета.

## География
Деревня находится в бассейне реки Ведьма (левый приток Сейма), в 9,5 км от российско-украинской границы, в 126 км к юго-западу от Курска, в 10,5 км к западу от районного центра — посёлка городского типа Глушково, в 4 км от центра сельсовета — села Сухиновка.
Климат
Ходяковка, как и весь район, расположена в поясе умеренно континентального климата с тёплым летом и относительно тёплой зимой (Dfb в классификации Кёппена).
Часовой пояс
Деревня Ходяковка, как и вся Курская область, находится в часовой зоне МСК (московское время). Смещение применяемого времени относительно UTC составляет +3:00.

## Население
| 2002 | 2010 |
| ---- | ---- |
| 263  | ↘201 |

## Инфраструктура
Личное подсобное хозяйство. В деревне 174 дома.

## Транспорт
Ходяковка находится в 6 км от автодороги регионального значения 38К-040 (Хомутовка — Рыльск — Глушково — Тёткино — граница с Украиной), на автодорогe межмуниципального значения 38Н-615 (Сухиновка — Ходяковка), в 10 км от ближайшего ж/д остановочного пункта 322 км (линия 322 км — Льгов I).
В 166 км от аэропорта имени В. Г. Шухова (недалеко от Белгорода).